# 폭스 키즈

폭스 키즈(Fox Kids)는 폭스 방송이 1990년 9월 8일부터 2002년 9월 7일까지 설치했던 어린이 프로그램 방송 시간이다.

## 같이 보기
- 제틱스